# عيسى بن عبيد الله آل علي
عيسى بن عبيد الله آل علي أحد امراء اسرة آل علي وهو الحاكم الثالث عشر وآخر حكام أسرة آل علي في منطقة حائل شمال الجزيرة العربية.

## سقوط حكم آل علي
بعد أن عين الإمام فيصل بن تركي عبدالله بن رشيد أميرًا على جبل شمر خرج صالح بن عبد المحسن مستاءًا إلى المدينة ومعه إخوته الثلاثة، وقيل أنه توجه نحو العراق أولا ليطلب المساعدة من شمر الجزيرة الذين كانت علاقتهم سيئة مع آل سعود، ولكنه غير رأيه فتوجه نحو المدينة، فلحق بهم عبيد الرشيد في السليمي فقتلهم ولم ينج منهم سوى الأمير عيسى آل علي. فاطمئن الأمير عبد الله بن رشيد بعد تخلصه من صالح بن عبد المحسن واستحواذه على حكم الجبل لوحده، ولكن سرعان ماطرأ على تلك الطمأنينة وكدرها، وذلك في سنة 1251هـ/1835م عندما أرسل والي مصر محمد علي باشا حملة عسكرية بقيادة إسماعيل آغا ومعه الأمير خالد بن سعود لتنصيبه قائمقام نجد، ولكن قوات فيصل هزمتها في معركة الحلوة، فأرسل محمد علي باشا حملة ثانية سنة 1253هـ/1837م بقيادة محمد خورشيد باشا، فاستسلم الأمير فيصل لتلك الحملة وأُرسِل إلى مصر ومعه أبناؤه وإخوته في رمضان 1254هـ/نوفمبر 1838م.

## عودة عيسى ثم خروجه
أتت الفرصة لعيسى ليسترد ملكه فاجتمع مع إسماعيل بك قائد القوات المصرية في عنيزة طالبًا مساعدته في خلع ابن رشيد الموالي لفيصل بن تركي، فوجدها إسماعيل بك فرصة ذهبية للتخلص من حليف ابن سعود، وتمكين عيسى للحكم كي يسهل عليه السيطرة على منطقة جبل شمر ووضعها تحت إدارة موالية للنظام الجديد في نجد الخاضع لحكم محمد علي. فأرسل إسماعيل بك يوم 17 محرم 1253هـ/أبريل 1837م فرقة عسكرية من 400 فارس من رجال الحملة بقيادة إبراهيم المعاون وعيسى بن علي (إسميا) وأهل 100 بعير بقيادة أمير عنيزة يحيى بن سليمان إلى حائل، وكان في نية القادة مباغتة ابن رشيد والقبض عليه ليأمنوا تحركاته، إلا أن الخبر وصل إليه وتمكن من الهرب مع بعض اتباعه والتجأ في وادي جبة، ودخل عيسى آل علي حائل دون مقاومة في نهاية محرم 1253هـ/مايو 1837م وأصبح أميرًا عليها.
كان ابن رشيد يدرك تمامًا أن الأمور في الجبل لن تستقيم طويلا لخصمه، فلم ييأس وظل يتحين الفرصة لاسترجاع الإمارة، فجائته الفرصة عندما خرج إبراهيم المعاون من حائل مع جيشه ولم يبق مع عيسى سوى 100 جندي نظامي فقط. فانتقل عبد الله من جبة إلى بني تميم في قفار ونزل مع رجاله عند صاحبه القديم زيد الخشيم حيث بقي فيها مدة واتخذها عاصمة له، فراسل مؤيديه في حائل الذين بدأوا يتصيدون رجال عيسى الأجانب فيخطفونهم ويقتلونهم، وبعدها سطا على عيسى وأخرجه من القصر، وقد قتل من البلد رجالًا ونهب أموالًا. وقيل أنه لما استفحل القتل بالعسكر خرجوا من المدينة ومعهم عيسى هاربين، ورجع عبد الله إلى الحكم واستتب له الأمر. وبعدها انتظر قدوم خورشيد باشا إلى نجد على رأس قوة عسكرية من المدينة سنة 1253هـ/1837م، فقابله في المستجدة وقدم له الهدايا الثمينة وأعلن تبعيته لوالي مصر طالبًا مساعدته في تحييد خصمه، فوافق الباشا على مناصرته بدلا عن عيسى. فقدم ابن رشيد 700 من الجمال و200 مطية لاستخدامها في إعادة القوات المصرية إلى بلادهم، وتقديم حوالي 125 إردبا زكاة عن الغلال المشتراة من الجبل التي تساوي 25 ألف إردب. وقد استعجل ابن رشيد على توفير الإبل بأقصى سرعة للتخلص من وجود خورشيد وقواته في نجد حتى يخلو له الجو. وقد هرب عيسى بعدهًا لاجئًا إلى نعيس ابن طوالة شيخ الأسلم من قبيلة شمر، فطلب عبيد بن رشيد من نعيس أن يسلمه عيسى، فرفض نعيس. وعندما علم عبد الله بن رشيد بمحاولات أخيه القبض على عيسى وهو في طريق عودته إلى حائل، خشي من تصعيد الأوضاع مع قبيلته، فهو بحاجة إلى مؤيدين ولا يريد زيادة مساحة الخلاف مع قبيلته، ولا يريد مشاكل مع الحملة المصرية التي تعد عيسى تابعًا لها، وقتله يعني عدم احترام لتلك القوات، فأسرع بإرسال إلى أخيه أن يعود وأن يترك أمر عيسى. فاستطاع عيسى بفضل الأسلم وشيخهم نعيس بن الطوالة ان يصل إلى القائد المصري خورشيد باشا الذي عينه في بيت المال في الأحساء سنة 1255هـ/1839م، وقد توفي عيسى آخر تلك السنة.
وليس للأمير عيسى أخوان ولكن له أخت واحدة فقط وهي الأميرة هدلاء العبيد الله ال علي الذي تزوجها الأمير عبيد بن علي الرشيد وأنجب منها وثم طلقها وتزوجت الشيخ زامل السبهان وأنجب الشيخة فاطمة الزامل السبهان ويقول الأمير عبيد: ليلي طويل وليل زامل قصير. هاذي تدابير الولي يابن سبهان.
وجميع سلالة الأمير عيسى بن عبيد الله بن فايز بن محمد بن عيسى آل علي آخر حكام أسرة آل علي موجودون في مدينة حائل وهم أبناء الأمير ثامر بن عيسى بن ال علي.